# A római pápák történelme Szent Pétertől korunkig
A római pápák történelme szent Pétertől korunkig egy nagy terjedelmű 19. századi egyháztörténelmi mű.

## Jellemzői
A szerző, Karcsú Antal Arzén 8 kötetben dolgozta fel külföldi források igénybevételével a pápaság történetét több száz életrajz keretében a kezdetektől saját koráig. A mű Pesten jelent meg 1869–1871-ben. Fakszimile kiadása a 2010-es évek elején a Históriaantik Kiadó gondozásában jelent meg. Kötetei elektronikusan elérhetőek a Real-Eod honlapjáról, illetve részlegesen a Magyar Nemzeti Digitális Archívum honlapjáról (ld. alább). 

## Kötetbeosztása
Az egyes kötetek külön címmel nem rendelkeztek, és a következők voltak:
| Kötetszám   | Tárgyalt időszak                               | Kiadási év | Oldalszám | Elektronikus elérés |
| ----------- | ---------------------------------------------- | ---------- | --------- | ------------------- |
| I. kötet    | Szent Pétertől (42) III. Sixtusig (432)        | 1869       | 292       | ,                   |
| II. kötet   | I. Leótól (440) II. Pelagiusig (578)           | 1870       | 176       | ,                   |
| III. kötet  | I. Gergelytől (590) III. Benedekig (855)       | 1870       | 203       | ,                   |
| IV. kötet   | I. Miklóstól (858) II. Sándorig (1061)         | 1870       | 131       | ,                   |
| V. kötet    | VII. Gergelytől (1073) III. Coelestinig (1191) | 1870       | 200       |                     |
| VI. kötet   | III. Incétől (1198) XII. Benedekig (1334)      | 1871       | 236       |                     |
| VII. kötet  | VI. Kelementől (1342) IV. Piusig (1559)        | 1871       | 276       |                     |
| VIII. kötet | V. Piustól (1566) IX. Piusig (1846)            | 1871       | 311       |                     |